# سیمپسن (لوئیزیانا)
سیمپسن (به انگلیسی: Simpson) شهری در ایالت لوئیزیانا کشور ایالات متحده آمریکا است که جمعیت آن در سرشماری سال ۲۰۱۰ میلادی، ۶۳۸ نفر بوده‌است.